# NGC 1258
NGC 1258 é uma galáxia espiral barrada (SBc) localizada na direcção da constelação de Eridanus. Possui uma declinação de -21° 46' 28" e uma ascensão recta de 3 horas, 14 minutos e 05,4 segundos.
A galáxia NGC 1258 foi descoberta em 1886 por Frank Leavenworth.